# Соціал-демократична партія (Португалія)
Соціал-демократична партія (порт. Partido Social Democrata, СДП) — правоцентристська ліберально-консервативна політична партія Португалії. Заснована 6 травня 1974 року Франсішку Са Карнейру, Франсішку Пінту Балсемау і Жоакіном Магальяйш Мотою, спочатку називалась Народно-демократичною партією (порт. Partido Popular Democrático, НДП) та сповідувала соціал-демократичні цінності. Незважаючи на сучасну назву партії та її абревіатуру, на бюлетенях вказується форма PPD/PSD або НДП/СДП, де перші три літери походять від оригінальної назви партії.  
СДП є членом Європейської народної партії та Центристського демократичного інтернаціоналу. До 1996 року партія входила входив до Європейської ліберально-демократичної та реформаторської партії та Ліберального інтернаціоналу.  
Лідером партії, з 3 липня 2022 року, є Луїш Монтенегру, під час головування якого партія перемогла на позачергових виборах 2024 року, та сформувала новий уряд меншості.

## Вибори

### Вибори до Асамблеї Республіки
| Вибори | Лідер                 | Голосів              | %                    | Місць     | +/- | Уряд                 |
| ------ | --------------------- | -------------------- | -------------------- | --------- | --- | -------------------- |
| 1975   | Франсішку Са Карнейру | 1,507,282            | 26.4 (#2)            | 81 / 250  | ▬0  | Установчі збори      |
| 1976   | Франсішку Са Карнейру | 1,335,381            | 24.4 (#2)            | 73 / 263  | ▼8  | Опозиція             |
| 1979   | Франсішку Са Карнейру | Демократичний альянс | Демократичний альянс | 80 / 250  | ▲7  | Уряд                 |
| 1980   | Франсішку Са Карнейру | Демократичний альянс | Демократичний альянс | 82 / 250  | ▲2  | Уряд                 |
| 1983   | Карлуш Мота Пінту     | 1,554,804            | 27.2 (#2)            | 75 / 250  | ▼7  | Коаліція             |
| 1985   | Анібал Каваку Сілва   | 1,732,288            | 29.9 (#1)            | 88 / 250  | ▲13 | Уряд                 |
| 1987   | Анібал Каваку Сілва   | 2,850,784            | 50.2 (#1)            | 148 / 250 | ▲60 | Уряд                 |
| 1991   | Анібал Каваку Сілва   | 2,902,351            | 50.6 (#1)            | 135 / 230 | ▼13 | Уряд                 |
| 1995   | Фернанду Ноґейра      | 2,014,589            | 34.1 (#2)            | 88 / 230  | ▼47 | Опозиція             |
| 1999   | Жозе Мануел Баррозу   | 1,750,158            | 32.3 (#2)            | 81 / 230  | ▼7  | Опозиція             |
| 2002   | Жозе Мануел Баррозу   | 2,200,765            | 40.2 (#1)            | 105 / 230 | ▲24 | Коаліція             |
| 2005   | Педру Сантана Лопіш   | 1,653,425            | 28.8 (#2)            | 71 / 230  | ▼34 | Опозиція             |
| 2009   | Мануела Ферейра Лейте | 1,653,665            | 29.1 (#2)            | 81 / 230  | ▲10 | Опозиція             |
| 2011   | Педру Пасуш Куелью    | 2,159,181            | 38.7 (#1)            | 108 / 230 | ▲27 | Коаліція             |
| 2015   | Педру Пасуш Куелью    | Португалія попереду  | Португалія попереду  | 89 / 230  | ▼19 | Коаліція (2015)      |
| 2015   | Педру Пасуш Куелью    | Португалія попереду  | Португалія попереду  | 89 / 230  | ▼19 | Опозиція (2015-2019) |
| 2019   | Руй Ріу               | 1,454,283            | 27.8 (#2)            | 79 / 230  | ▼10 | Опозиція             |
| 2022   | Руй Ріу               | 1,618,381            | 29.1 (#2)            | 77 / 230  | ▼2  | Опозиція             |
| 2024   | Луїш Монтенегру       | Демократичний альянс | Демократичний альянс | 78 / 230  | ▲1  | Коаліція             |

### Вибори до Європарламенту
| Вибори | Лідер                | Голосів            | %                  | Місць   | +/- |
| ------ | -------------------- | ------------------ | ------------------ | ------- | --- |
| 1987   | Педру Сантана Лопіш  | 2,111,828          | 37.5 (#1)          | 10 / 24 | ▬0  |
| 1989   | Антоніу Капушу       | 1,358,958          | 32.8 (#1)          | 9 / 24  | ▼1  |
| 1994   | Еуріку де Мелу       | 1,046,918          | 34.4 (#2)          | 9 / 25  | ▬0  |
| 1999   | Жозе Пашеку Перейра  | 1,078,528          | 31.1 (#2)          | 9 / 25  | ▬0  |
| 2004   | Жуан де Деуш Пінейру | Вперед, Португаліє | Вперед, Португаліє | 7 / 24  | ▼2  |
| 2009   | Паулу Ранжел         | 1,131,744          | 31.7 (#1)          | 8 / 22  | ▲1  |
| 2014   | Паулу Ранжел         | Альянс Португалія  | Альянс Португалія  | 6 / 21  | ▼2  |
| 2019   | Паулу Ранжел         | 727,224            | 21.9 (#2)          | 6 / 21  | ▬0  |

### Президентські вибори
| Рік  | Кандидат                             | Перший тур | Перший тур | Перший тур | Другий тур | Другий тур | Другий тур |
| Рік  | Кандидат                             | Голосів    | %          | Результат  | Голосів    | %          | Результат  |
| ---- | ------------------------------------ | ---------- | ---------- | ---------- | ---------- | ---------- | ---------- |
| 1976 | Підтримали Антоніу Рамалью Іаніша    | 2,967,137  | 61.59      | Переміг    |            |            |            |
| 1980 | Антоніу Суаріш Карнейру              | 2,325,481  | 40.23      | Другий     |            |            |            |
| 1986 | Підтримали Діогу Фрейташа ду Амарала | 2,629,597  | 46.31      | Другий     | 2,872,064  | 48.82      | Програв    |
| 1991 | Підтримали Маріу Суаріша             | 3,459,521  | 70.35      | Переміг    |            |            |            |
| 1996 | Анібал Каваку Сілва                  | 2,595,131  | 46.09      | Програв    |            |            |            |
| 2001 | Жуакім Феррейра ду Амарал            | 1,498,948  | 34.68      | Програв    |            |            |            |
| 2006 | Анібал Каваку Сілва                  | 2,773,431  | 50.54      | Переміг    |            |            |            |
| 2011 | Анібал Каваку Сілва                  | 2,231,956  | 52.95      | Переміг    |            |            |            |
| 2016 | Марселу Ребелу де Соза               | 2,413,956  | 52.00      | Переміг    |            |            |            |
| 2021 | Марселу Ребелу де Соза               | 2,531,692  | 60.67      | Переміг    |            |            |            |

## Список голів партії
- Франсішку Са Карнейру (1974–1978)
- Емідіу Геррейру (1975)
- Антоніу Соуза Франку (1978)
- Жозе Мінеріш Піментел (1978–1979)
- Франсішку Са Карнейру (1979–1980)
- Франсішку Пінту Балсемау (1981–1983)
- Нуну Родрігіш душ Сантуш (1983–1984)
- Карлуш Мота Пінту (1984–1985)
- Руй Машет (1985)
- Анібал Каваку Сілва (1985–1995)
- Фернанду Ногейра (1995–1996)
- Марселу Ребелу де Соуза (1996–1999)
- Жозе Мануел Дурау Баррозу (1999–2004)
- Педру Сантана Лопіш (2004–2005)
- Луїш Маркіш Мендіш (2005–2007)
- Луїш Філіпе Мінезіш (2007–2008)
- Мануела Феррейра Лейте (2008–2010)
- Педру Пасуш Коелью (2010–2018)
- Руй Ріу (2018—2022)
- Луїш Монтенегру (2022—сьогодні)

## Прем'єр-міністри
- Франсішку Са Карнейру (1979–1980)
- Франсішку Пінту Балсемау (1981–1983)
- Анібал Каваку Сілва (1985–1995)
- Жозе Мануел Дурау Баррозу (2002–2004)
- Педру Сантана Лопіш (2004–2005)
- Педру Пасуш Коелью  (2011–2015)
- Луїш Монтенегру (2024—сьогодні)

## Президенти Республіки
- Анібал Каваку Сілва (2006—2016)
- Марселу Ребелу де Соза (2016—сьогодні)